# سان ناينج
سان ناينج هو منافس ألعاب قوى ميانماري، ولد في 5 مارس 1991.

## وصلات خارجية
- سان ناينج على موقع الاتحاد الدولي لألعاب القوى (الإنجليزية)
- سان ناينج على موقع أوليمبيديا (الإنجليزية)